# Regiunea Gabú
Reginea Gabú este una dintre cele 9 unități administrativ-teritoriale de gradul I ale statului Guineea-Bissau. Reședința regiunii este orașul Gabú.

## Sectoare
Regiunea este divizată într-un număr de 5 sectoare:
- Boé
- Gabú
- Piche
- Pirada
- Sonaco